# Gloucester (circonscription britannique)
Pour les articles homonymes, voir Gloucester (homonymie).
Circonscription parlementaire de la Chambre des communes
La circonscription de Gloucester  est une circonscription située dans le Gloucestershire et représentée dans la Chambre des communes du Parlement britannique.

## Géographie
La circonscription comprend :
- La ville de Gloucester

## Députés
Les Members of Parliament (MPs) de la circonscription sont :
La circonscription apparue en 1295 et fut représentée par William Lenthall (1654-1656), John Hanbury (1701-1702 et 1702-1708) et James Berkeley (1701-1702).
Depuis 1885
| Législature     | Années       | Député         | Député              | Parti        |
| --------------- | ------------ | -------------- | ------------------- | ------------ |
| Gloucestershire |              |                |                     |              |
| 23e             | 1885–1886    |                | Thomas Robinson     | Libéral      |
| 24e             | 1886–1887    |                | Thomas Robinson     | Libéral      |
| 25e             | 1892–1895    |                | Thomas Robinson     | Libéral      |
| 26e             | 1895–1900    |                | Charles James Monk  | Conservateur |
| 27e             | 1900–1906    |                | Russell Rea         | Libéral      |
| 28e             | 1906–1910    |                | Russell Rea         | Libéral      |
| 29e             | 1910–1910    |                | Henry Terrell       | Conservateur |
| 30e             | 1910–1918    |                | Henry Terrell       | Conservateur |
| 31e             | 1918–1922    | James Bruton   |                     | Conservateur |
| 32e             | 1922–1923    | James Bruton   |                     | Conservateur |
| 33e             | 1923–1924    | James Horlick  |                     | Conservateur |
| 34e             | 1924–1929    | James Horlick  |                     | Conservateur |
| 35e             | 1929–1931    | Leslie Boyce   |                     | Conservateur |
| 36e             | 1931–1935    | Leslie Boyce   |                     | Conservateur |
| 37e             | 1935–1945    | Leslie Boyce   |                     | Conservateur |
| 38e             | 1945–1950    |                | Moss Turner-Samuels | Travailliste |
| 39e             | 1950–1951    |                | Moss Turner-Samuels | Travailliste |
| 40e             | 1951–1955    |                | Moss Turner-Samuels | Travailliste |
| 41e             | 1955–1957    |                | Moss Turner-Samuels | Travailliste |
| 41e             | 1957-1959    | Jack Diamond   |                     | Travailliste |
| 42e             | 1959–1964    | Jack Diamond   |                     | Travailliste |
| 43e             | 1964–1966    | Jack Diamond   |                     | Travailliste |
| 44e             | 1966–1970    | Jack Diamond   |                     | Travailliste |
| 45e             | 1970–1974    |                | Sally Oppenheim     | Conservateur |
| 46e             | 1974–1974    |                | Sally Oppenheim     | Conservateur |
| 47e             | 1974–1979    |                | Sally Oppenheim     | Conservateur |
| 48e             | 1979–1983    |                | Sally Oppenheim     | Conservateur |
| 49e             | 1983–1987    |                | Sally Oppenheim     | Conservateur |
| 50e             | 1987–1992    | Douglas French |                     | Conservateur |
| 51e             | 1992–1997    | Douglas French |                     | Conservateur |
| 52e             | 1997–2001    |                | Tess Kingham        | Travailliste |
| 53e             | 2001–2005    | Parmjit Dhanda |                     | Travailliste |
| 54e             | 2005–2010    | Parmjit Dhanda |                     | Travailliste |
| 55e             | 2010–2015    |                | Richard Graham      | Conservateur |
| 56e             | 2015–2017    |                | Richard Graham      | Conservateur |
| 57e             | 2017–2019    |                | Richard Graham      | Conservateur |
| 58e             | 2019–Présent |                | Richard Graham      | Conservateur |

## Référence
- (en) Cet article est partiellement ou en totalité issu de l’article de Wikipédia en anglais intitulé « Gloucester (UK Parliament constituency) » (voir la liste des auteurs).
- Carte des circonscriptions du Royaume-Uni — Ordnance Survey (Service cartographique du Royaume-Uni)

1. ↑  (en) BBC News, « UK results 2019 », sur bbc.com (consulté le 31 décembre 2019)